# Carrer del Pont (Rabós)
El carrer del Pont, al municipi de Rabós (Alt Empordà), forma un conjunt arquitectònic inclòs en l'Inventari del Patrimoni Arquitectònic de Catalunya.

## Descripció
És situat a la banda de llevant del nucli urbà de la petita població de Rabós i comunica el poble amb el pont sobre la riera de l'Orlina.

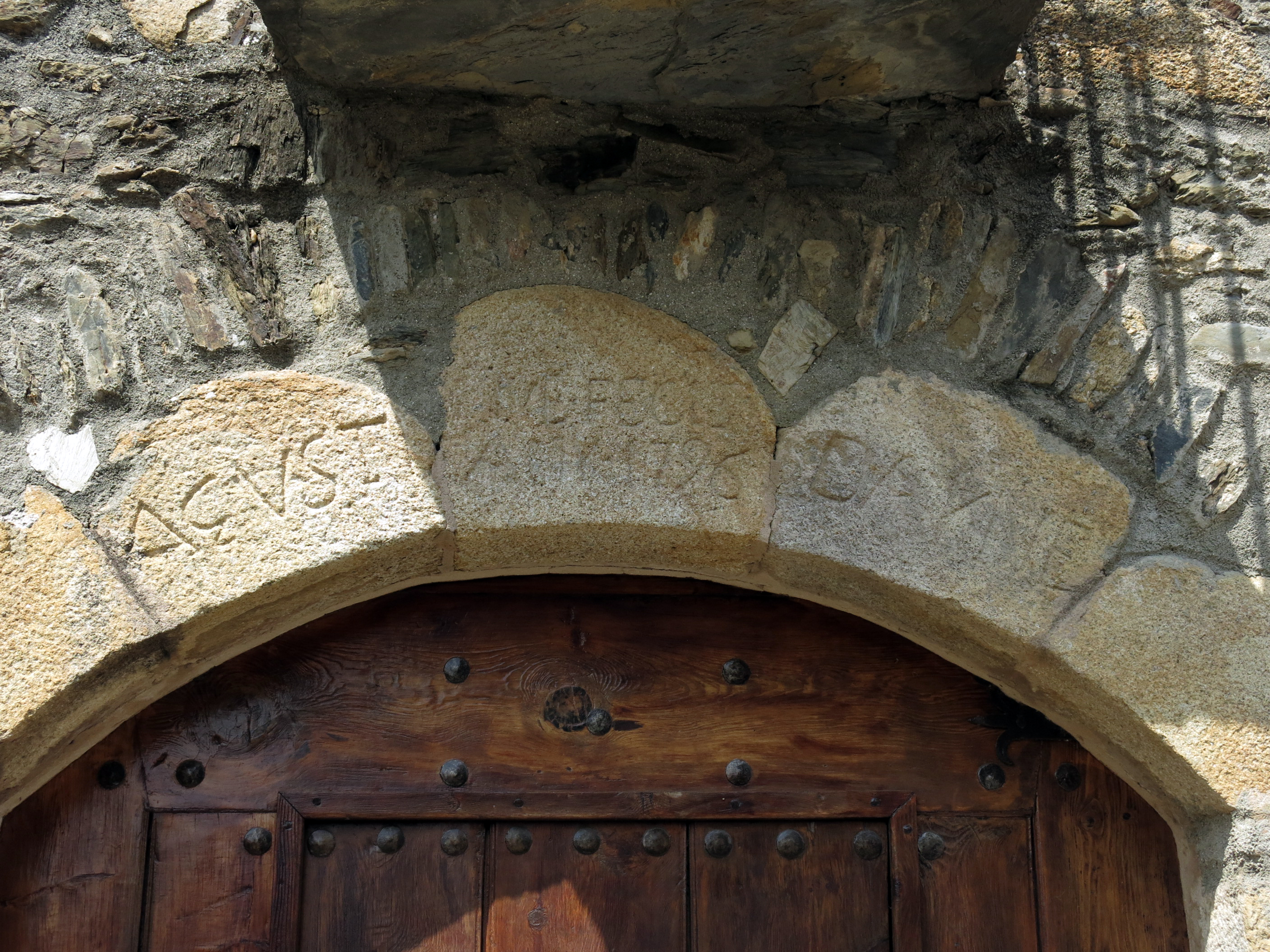
Llinda de la casa número 13, on es llegeix el nom AGUSTÍ i la data 1796

Hi destaca, al número 13, un edifici aïllat envoltat de jardí, format per quatre cossos adossats, que li proporcionen una planta de perfil irregular. El cos central de la construcció consta de dos cossos adossats distribuïts en planta baixa i pis, o bé dos pisos, i amb les cobertes de dues vessants de teula. La façana principal presenta un portal d'accés d'arc rebaixat adovellat, gravat amb una inscripció de difícil lectura de la qual s'intueix el nom AGUSTÍ i la data 1796. Damunt seu hi ha un petit arc de descàrrega fet de pedra. A banda i banda hi ha dues finestres rectangulars, l'una de mida petita i bastida amb quatre carreus desbastats i l'altra més gran i amb la llinda plana de pissarra. Al pis, damunt del portal, hi ha un balcó exempt amb la llosana de pissarra i la llinda del finestral de fusta. Al costat s'obre una finestra rectangular, amb la llinda de pedra monolítica. La façana lateral combina obertures bastides amb maons i d'altres fetes de pedra, amb les llindes planes.
La construcció és bastida en pedra de diverses mides lligada amb abundant morter de calç.

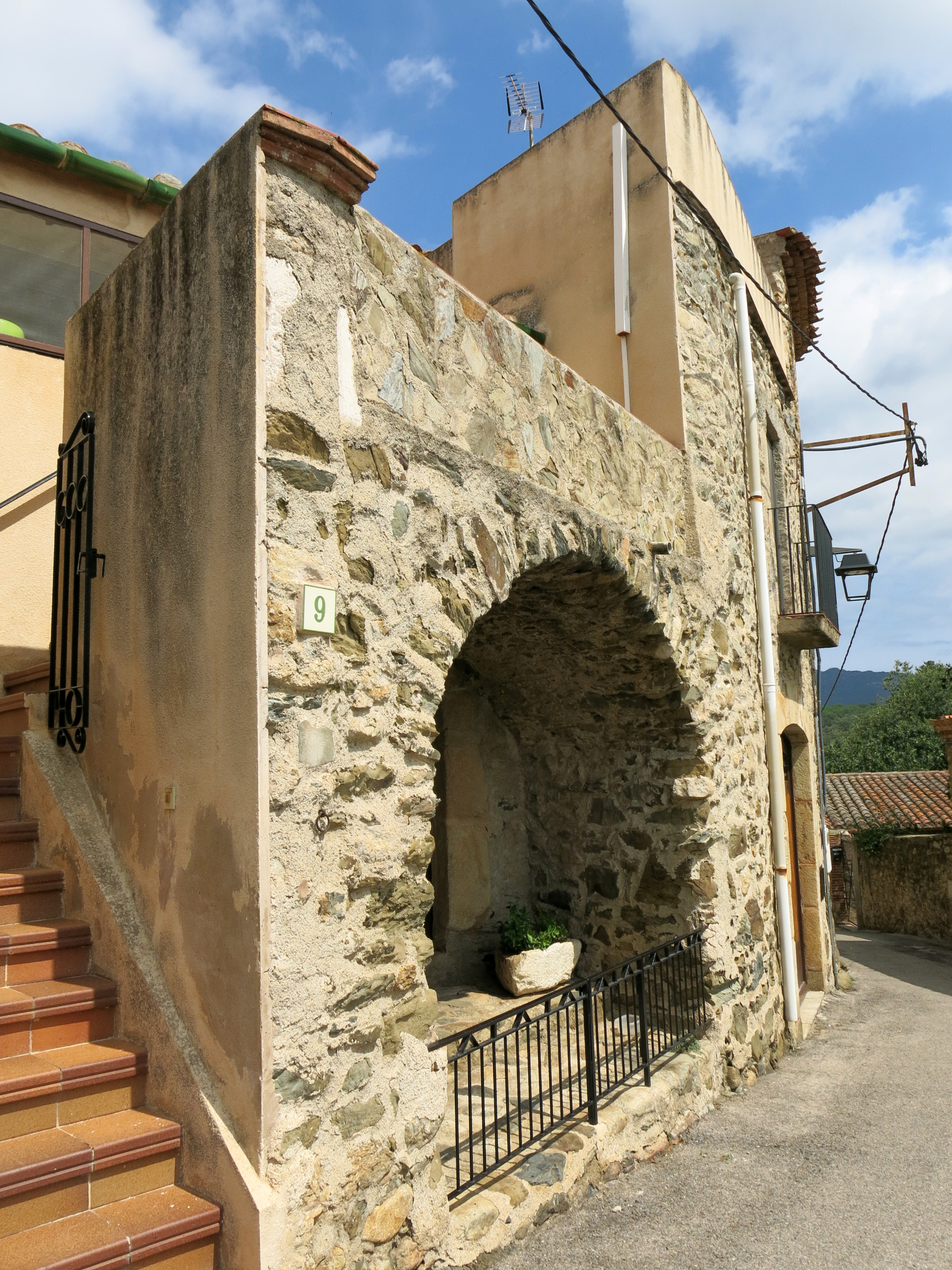
La casa Joan Pujol, al número 9-11 del carrer del Pont

Un altre exemple arquitectònic destacat del carrer del Pont és la casa coneguda com de Joan Pujol, al número 9-11, nom que surt també inscrit a la llinda del portal d'entrada, juntament amb la data de construcció de 1788.
En aquest mateix carrer hi ha, tot just a l'entrada, vora el pont, l'antic molí de Can Manyana i el molí del Mig, conegut com la fàbrica de les Pipes.

## Història
Durant els segles xviii i xix el nucli de Rabós es va expandir i s'hi van construir diverses cases noves a causa del context de certa bonança econòmica i l'auge demogràfic que propicià que la població passés de 131 habitants el 1717-1718 a 237 veïns en el cens de Floridablanca el 1787.
Ca l'Agustí pertany a aquest moment, tal com ho testimonia la llinda on es pot llegir AGUSTÍ i la data 1796, nom del propietari i data de construcció de la casa.